# Anybody Seen My Baby?
Anybody Seen My Baby is een nummer van de Britse rockband The Rolling Stones uit 1997. Het is de eerste single van hun 21e studioalbum Bridges to Babylon.
Het nummer staat bekend om het refrein, dat veel weg heeft van het nummer "Constant Craving" van k.d. lang. Keith Richards heeft dan ook aangegeven dat hij zich door dat nummer heeft laten inspireren. "Anybody Seen My Baby" werd vooral in Europa en Canada een hit. In het Verenigd Koninkrijk bereikte het een bescheiden 22e positie. In de Nederlandse Top 40 haalde het nummer de 12e positie, waarmee het in Nederland de grootste Stones-hit was sinds 1989. In Vlaanderen moest het nummer het echter met een 2e positie in de Tipparade stellen.